# Ligentella lacualis
Ligentella lacualis es una especie de mantis de la familia Mantidae.

## Distribución geográfica
Se encuentra en el Congo y Ruanda.